# Marcin Pospieszalski
Marcin Marian Pospieszalski (ur. 19 września 1963 w Częstochowie) – polski kompozytor, aranżer, producent muzyczny, basista, multiinstrumentalista. Członek Akademii Fonograficznej ZPAV.

## Życiorys
Pochodzi z wielodzietnej muzykalnej rodziny. Ma żonę Lidię (piosenkarkę) oraz dwóch synów – Nikodema i Mikołaja. Oprócz gitary basowej i kontrabasu, gra na takich instrumentach, jak: skrzypce, altówka, cymbały rzeszowskie, instrumenty klawiszowe.

## Kariera muzyczna
Pierwszy zespół muzyczny Niedzielna Szkółka Ojca Stanisława założył z braćmi. Jest absolwentem Państwowej Ogólnokształcącej Szkoły Muzycznej II stopnia im. Karola Szymanowskiego w Katowicach i Wydziału Jazzu Akademii Muzycznej im. K.Szymanowskiego w Katowicach. 
Współzałożyciel zespołu New Life’m. Współpracował między innymi z zespołami: Armia, Tie Break, Young Power, Soyka Yanina & Kompania, 2Tm2,3, Deus Meus, Arka Noego, Lidią Pospieszalską, Anną Marią Jopek oraz SBB. 
Jest również twórcą muzyki filmowej m.in. do filmów Słodko gorzki (nagroda za muzykę na Festiwalu Polskich Filmów Fabularnych 1996). Demony wojny według Goi (nominacja do Polskiej Nagrody Filmowej 1999 w kategorii najlepsza muzyka), Prawo ojca (nominacja do Polskiej Nagrody Filmowej 2001 w kategorii najlepsza muzyka), Historia Kowalskich oraz filmu animowanego O największej kłótni (1999) z cyklu Czternaście bajek z Królestwa Lailonii Leszka Kołakowskiego i dwóch odcinków zrealizowanego w Se-ma-forze serialu animowanego Mordziaki. Kierownik muzyczny wielkich koncertów telewizyjnych (urodzinowy koncert dla papieża Jana Pawła II 2004 roku, „Victoria Częstochowska” w 350 rocznicę obrony Jasnej Góry przed Szwedami, „Gorzkie Żale” w 2006 roku, koncert „Debiuty” oparty na piosenkach z tekstami Wojciecha Młynarskiego podczas festiwalu w Opolu w 2008 roku, „Jasna Góra - Polska Kana” widowisko w 300 rocznicę koronacji wizerunku Matki Bożej na Jasnej Górze),"Wsłuchiwać się w Papieża" - koncert w 40 rocznicę pierwszej pielgrzymki Jana Pawła II do Polski, producent i współaranżer hymnu Światowych Dni Młodzieży 2016 „Błogosławieni miłosierni”.
W 2017 został odznaczony Srebrnym Medalem „Zasłużony Kulturze Gloria Artis”.

## Dyskografia

### Tie Break
- Tie Break
- retrospekcja. koncert. Kraków
- Poezje ks. Jana Twardowskiego
- Yanina: Portret wewnętrzny

### Z dziećmi i dla dzieci
- Dzieci z Brodą
  - Normalnie szok!
    - Owieczki - kontrabas
    - Granie i śpiewanie - bas, instrumenty klawiszowe

  - Czuwaj wiaro! - kontrabas, aranżacja smyczków

### Gościnnie
- Zakopower
  - Musichal
    - Milczenie Owiec - kontrabas
    - Obidi Maju - bas
    - Kiedy se póde - kontrabas
    - Ramala - bas
    - Pozdrowienie - muzyka

### Wydawnictwa przekrojowe i okolicznościowe
- Wśród nocnej ciszy...
  - Wśród nocnej ciszy - fisharmonia
  - Hopsa bratkowie - bas
- Tribute to Eric Clapton
  - gitara basowa w utworach Layla, After Midnight, Travelling East
  - aranżacja instrumentów smyczkowych Travelling East

### Inne
- Dom pełen skarbów - bass

Muzyka Teatralna
- Ptasiek-reż.. Mirosław KSIĄŻEK , ROBERT TALARCZYK-Teatr Rozrywki w Chorzowie 1998
- AMFITRION-Spektakl telewizyjny Rok produkcji: 1995 Reżyseria:Michał Kwieciński
- "Mąż, żona, dziewczyna i złodziej, czyli sceny miłosne z Shakespeare’a", spektakl Teatru Telewizji, reż. Radosław Piwowarski, Polska 1996
- Zemsta- reż. Michał Chorosiński-Teatr Klasyki Polskiej 2020
- Dożywocie- reż. Michał Chorosiński-Teatr Klasyki Polskiej 2021
- Powrót Posła- Teatr Klasyki Polskiej 2021
- Śluby Panieńskie- reż. Lidia Sadowa-Teatr Klasyki Polskiej 2022
- Dziady-Reż. Adam Sroka -Teatr Jaracza w Łodzi 2023
- Rozmowy z Katem-reż. Michał Chorosiński -Teatr Jaracza w Łodzi 2023
- Nawrócony- Reż. Piotr Gralak - Teatr Klasyki Polskiej 2024
- Ksiądz Marek-reż. Jacek Raginis- Teatr Klasyki Polskiej 2024

## Filmografia
- 2Tm2,3 – chrześcijański rock (1996, film dokumentalny, reżyseria: Andrzej Horubała i Maciej Chmiel).